# Лавис, Крис
Крис Лавис (англ. Chris Lavis) — канадский мультипликатор, лауреат национальных и международных кинофестивалей. Соучредитель студии Clyde Henry Productions.

## Биография
Режиссёр тщательно дозирует предоставляемую прессе информацию о своей биографии и личной жизни. В интервью представителям средств массовой информации рассказывает только об изучении истории религии и культуры Ближнего Востока в колледже и о большом влиянии на него творчества братьев Квей. Как и его друг юности и сотрудник в творчестве Мацек Щербовски, Крис Лавис испытал значительное воздействие теорий Джозефа Кэмпбелла.
Получил известность как скульптор, художник и автор широко известных в Канаде комиксов. Создатель (совместно с Мацеком Щербовски) комикса «The Untold Tales of Yuri Gagarin» для Vice Magazine, над которым они работали более 10 лет.
В 1997 году со своим другом по колледжу Мацеком Щербовски основал студию Clyde Henry Productions, специализирующуюся в области мультимедиа, кукольной анимации и визуальных эффектов. Оба режиссёра скрывают распределение обязанностей в своём творческом тандеме и не раскрывают секреты весьма необычных спецэффеков, используемых в своих фильмах.
Первый мультфильм Clyde Henry Productions был снят в 2007 году («Мадам Тутли-Путли»). Детективные штампы для ленты режиссёры заимствовали из фильмов Альфреда Хичкока. Режиссёры работали над фильмом более пяти лет. В 2007 году фильм получил два приза на Каннском кинофестивале: The Canal+ award за лучший короткометражный фильм и Petit Rail d’ Or. В 2008 году картина была номинирована на премию «Оскар» в категории «Лучший анимационный короткометражный фильм», а в 2007 году на главный приз Международного фестиваля анимационных фильмов в Анси. Национальным кинокомитетом Канады картина была признана лучшим короткометражным фильмом года, получила главный приз Международного кинофестиваля в Торонто.
В 2010 году Clyde Henry Productions выпустил два короткометражных фильма Лависа и Щербовски. «Абракадабра! или В жизни должно быть что-то большее» — фильм, сочетающий игру актёров и кукольную мультипликацию по мотивам книги Мориса Сендака, где роли озвучивали Мерил Стрип, Форест Уитакер и Спайк Джонз. Мультфильм был номинирован в 2011 году на Jutra Awards в категории «Лучшая анимация». «L’Année de L’Os» — оптическая фантазия, музыку к которой написала группа «Godspeed You! Black Emperor».
В 2013 году тандем режиссёров снял фантастический короткометражный фильм «Кошмар». Фильм соединяет анимацию, игру актеров и стереоскопическое трехмерное изображение. На Chicago International Film Festival он был номинирован на «Золотого Хьюго» в категории «Лучший короткометражный фильм».
В 2015 году Крис Лавис и Мацек Щербовски сняли свой первый полнометражный игровой фильм «Белый цирк». Главные роли в фильме исполнили Хлоя Морец и Эйса Баттерфилд.
В 2015 году Крис Лавис работал на фильме Гая Мэддина «The Forbidden Room» в качестве художника.

## Фильмография
| Год  | Фильм | Режиссёр | Сценарист | Награды                                                               |
| ---- | --- | -------- | --------- | --------------------------------------------------------------------- |
| 2007 | Мадам Тутли-Путли (англ. Madame Tutli-Putli, Канада, 17 минут)                                                                      | Да       | Да        | Номинация на Оскар. Другие 12 призов 5 номинаций.                     |
| 2010 | Абракадабра! или В жизни должно быть что-то большее (англ. Higglety Pigglety Pop! or There Must Be More to Life, Канада, 23 минуты) | Да       | Да        | Номининация в 2011 году на Jutra Awards в категории Лучшая анимация   |
| 2010 | L’Année de L’Os (Канада, 6 минут)                                                                                                   | Да       | Да        |                                                                       |
| 2013 | Кошмар (англ. Cochemare, Канада, 13 минут)                                                                                          | Да       | Да        | Chicago International Film Festival 2013 — номинация на Золотой Хьюго |
| 2015 | Белый цирк (англ. The White Circus, Канада, 117 минут)                                                                              | Да       | Да        |                                                                       |